# Mårsund
Mårsund est une localité du comté de Nordland, en Norvège.

## Géographie
Administrativement, Mårsund fait partie de la kommune de Bø.